# Феркеседугу
Феркеседугу (фр. Ferkéssédougou) — місто на півночі Кот-д'Івуару, адміністративний центр округу Чолого у районі Саван.

## Клімат
Місто знаходиться у зоні, котра характеризується кліматом тропічних саван. Найтепліший місяць — березень із середньою температурою 28.9 °C (84 °F). Найхолодніший місяць — січень, із середньою температурою 24.4 °С (76 °F).
| Клімат Феркеседугу      | Клімат Феркеседугу | Клімат Феркеседугу | Клімат Феркеседугу | Клімат Феркеседугу | Клімат Феркеседугу | Клімат Феркеседугу | Клімат Феркеседугу | Клімат Феркеседугу | Клімат Феркеседугу | Клімат Феркеседугу | Клімат Феркеседугу | Клімат Феркеседугу | Клімат Феркеседугу |
| Показник                | Січ.               | Лют.               | Бер.               | Квіт.              | Трав.              | Черв.              | Лип.               | Серп.              | Вер.               | Жовт.              | Лист.              | Груд.              | Рік                |
| Абсолютний максимум, °C | 37                 | 40                 | 41                 | 41                 | 40                 | 37                 | 36                 | 35                 | 36                 | 36                 | 36                 | 37                 | 41                 |
| Середній максимум, °C   | 33                 | 34                 | 34                 | 33                 | 33                 | 31                 | 29                 | 28                 | 29                 | 31                 | 32                 | 32                 | 32                 |
| Середня температура, °C | 24                 | 26                 | 28                 | 28                 | 27                 | 26                 | 25                 | 24                 | 24                 | 25                 | 25                 | 24                 | 26                 |
| Середній мінімум, °C    | 16                 | 19                 | 23                 | 23                 | 22                 | 21                 | 21                 | 21                 | 20                 | 20                 | 19                 | 17                 | 20                 |
| Абсолютний мінімум, °C  | 10                 | 11                 | 12                 | 15                 | 17                 | 17                 | 17                 | 17                 | 17                 | 17                 | 12                 | 10                 | 10                 |
| Норма опадів, мм        | 0                  | 20                 | 40                 | 80                 | 140                | 140                | 180                | 300                | 240                | 110                | 30                 | 0                  | 1350               |
| Днів з дощем            | 0                  | 2                  | 4                  | 6                  | 8                  | 9                  | 11                 | 14                 | 13                 | 7                  | 2                  | 1                  | 81                 |
| Вологість повітря, %    | 46                 | 47                 | 59                 | 63                 | 73                 | 76                 | 80                 | 84                 | 85                 | 80                 | 72                 | 56                 | 68                 |
| ----------------------- | ------------------ | ------------------ | ------------------ | ------------------ | ------------------ | ------------------ | ------------------ | ------------------ | ------------------ | ------------------ | ------------------ | ------------------ | ------------------ |
| Джерело: Weatherbase    |                    |                    |                    |                    |                    |                    |                    |                    |                    |                    |                    |                    |                    |